# ژوکوفسکی، استان مسکو
شهر ژوکوفسکی، اوبلاست مسکو (به روسی: Жуковский) در کشور روسیه و در اوبلاست مسکو واقع شده است.